# Система здравоохранения на Кабо-Верде

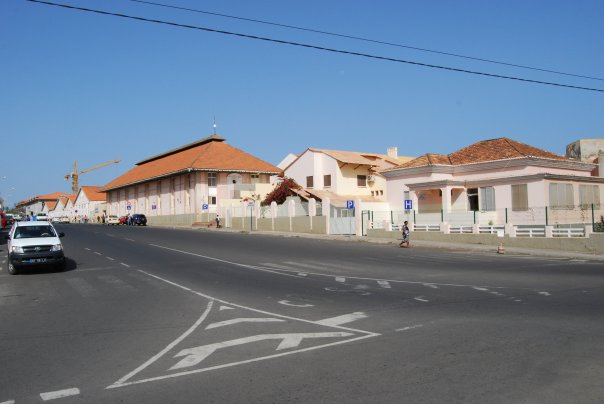
Больница Агостиньо Нето в Прайе.

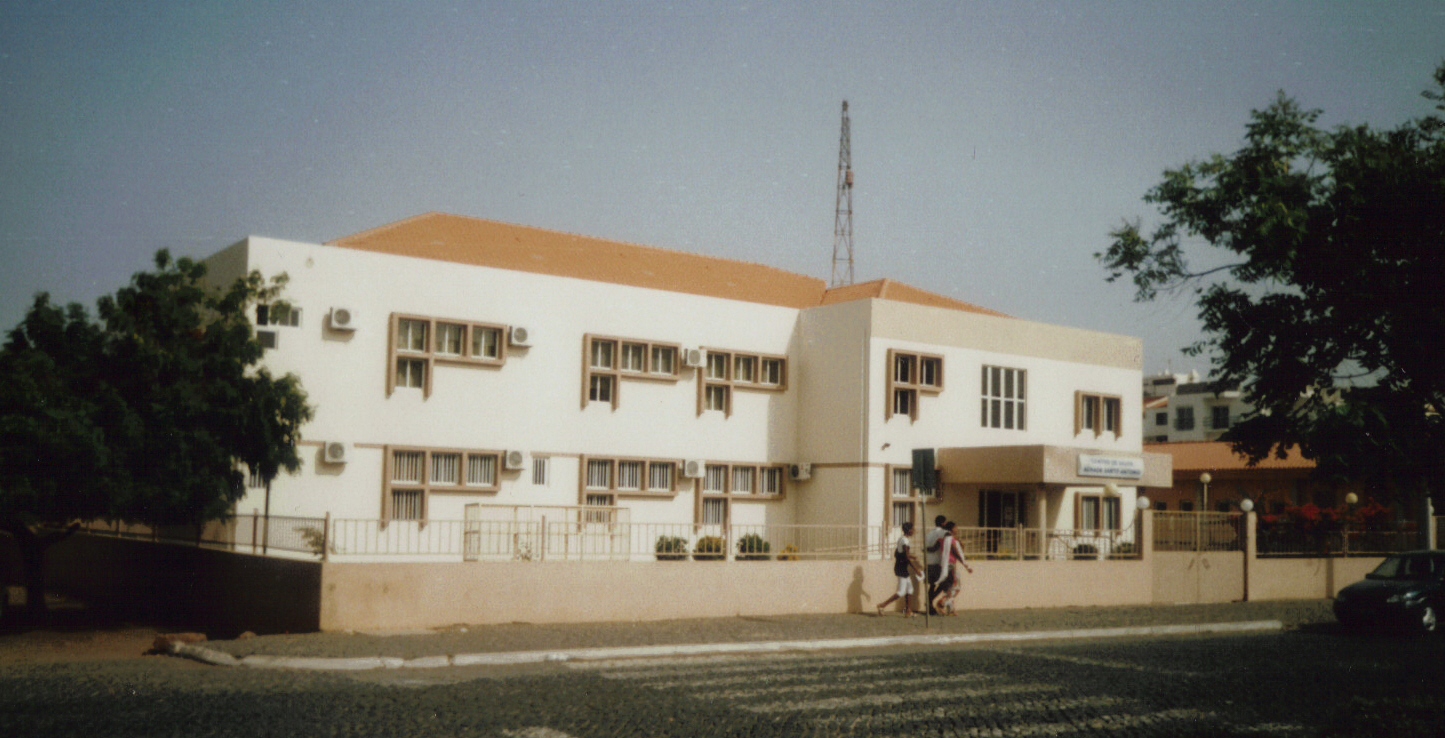
Медицинская клиника в Ачада-Санту-Антонио, жилом районе Прайя.

Система здравоохранения на Кабо-Верде ограничена. С 2000 года были замечены улучшения.

## Медицинские учреждения
Медицинские учреждения и некоторые лекарства находятся в дефиците или недоступны. Есть больницы в Прайе, Минделу и Сан-Филипе на острове Фогу, а в других местах есть небольшие медицинские учреждения. Одной из самых важных больниц Кабо-Верде является больница Агостиньо Нето в Прайе, рассчитанная примерно на 350 коек. В нескольких жилых районах Прайи и во многих городках есть медицинские клиники и аптеки. На островах Брава и Санту-Антан больше нет действующих аэропортов, поэтому эвакуация по воздуху в случае неотложной медицинской помощи с этих двух островов практически невозможна. Брава также имеет ограниченное паромное сообщение между островами, но в городе Вила-Нова-Синтра есть аптека и небольшая медицинская клиника.
- Больница Агостиньо Нето, Прая[4]
- Больница Мая, Вило-де-Мая[5]
- Больница Сала, Сал[6]
- Больница Таррафала, Таррафал[5]
- Центральная больница доктора Агостиньо Нето, Прая[6]
- Региональная больница Сантьяго-Норте, Таррафал[6]
- Региональная больница Санту-Антан, Санту-Антан[6]
- Региональная больница ду Фого, Фогу[6]
- Центральная больница доктора Баптиста де Суза, Сент-Винсент[6]
- Больница святого Франциска Ассизского, Сент-Филипе[5]
- Больница Сал Рей[5]
- Больница доктора Жуана Мораиша, Рибейра Гранде[5]

Начиная с июля 2012 года, программа телемедицины, финансируемая Республикой Словения через МФТ "Повышение безопасности человека" и реализуемая базирующейся в США неправительственной организацией "Международная виртуальная электронная больница", строит сеть телемедицины на базе больниц по всей стране. По состоянию на январь 2014 года все населенные острова страны соединены через интегрированную телемедицинскую сеть, что представляет собой первый случай в Африке такого подхода к телемедицине.

## Болезни

### Малярия
Малярия существует в Кабо-Верде, хотя и не в такой степени, как в материковой части Африки. Риск заражения малярией в основном ограничен островом Сантьяго, причем более высокий риск наблюдается с июля по декабрь.

### ВИЧ/СПИД
По оценкам Министерства здравоохранения, с начала пандемии по декабрь 2004 года 1489 жителей Кабо-Верде были инфицированы ВИЧ, что свидетельствует об относительно низком уровне распространенности ВИЧ. Из этих выявленных случаев 800 (53,7%) заразились СПИДом, и 53 из них без всякой причины умерли от осложнений, связанных с ВИЧ/СПИДом. В конце 2004 года насчитывалось 1063 человека, живущих с ВИЧ, и 374 из них были больны СПИДом. Только в 2004 году 260 человек впервые заразились ВИЧ, и 123 из этих людей живут со СПИДом. Согласно данным Национальной комиссии по ВИЧ/СПИДу за 2004 год, 50 % случаев ВИЧ-инфекции приходится на возраст от 25 до 49 лет, а среди подростков на женский пол приходится более половины новых зарегистрированных случаев ВИЧ-инфицирования.